# Thalassarche chlororhynchos
El albatros chlororrinco o albatros pico fino (Thalassarche chlororhynchos) es una especie de albatros en grave peligro de extinción. Se distribuye por los mares del hemisferio sur, en especial en el Atlántico y sólo cría en las islas de Tristán da Cunha y de Gough.

## Galería

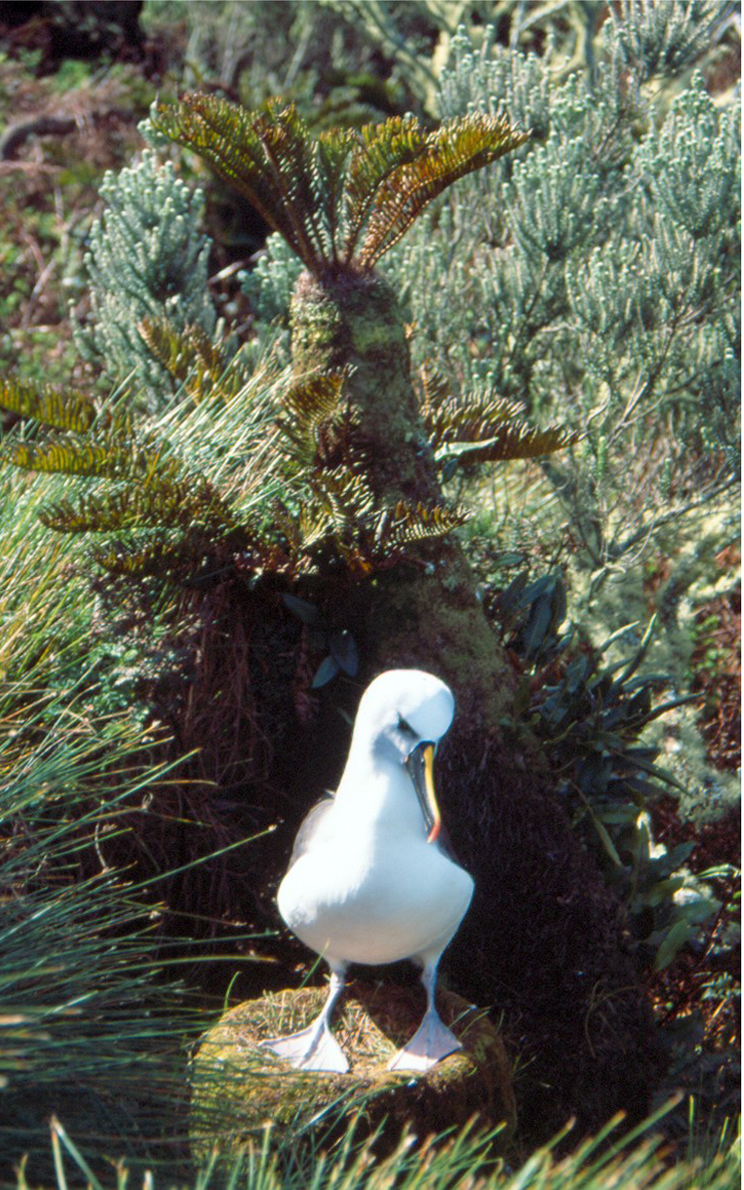
albatros chlororrinco